# 東北大学新聞
東北大学新聞（とうほくだいがくしんぶん）は、東北大学の学生団体、東北大学学友会報道部が発行している学生新聞の名称。
東北大学内唯一の公認学生メディア。
創刊は1966年。2021年4月現在、紙齢は468号を数える。2020年度は通常号を8号、特別号（入学お祝い号、オープンキャンパス号、受験生応援号）を3号発行している。
2～6面のタブロイド判で、原則無料。学内外の設置場所での配布や近隣の高校、定期購読者への無料配送を行っている。